# トゥアプセ沖夜戦
トゥアプセ沖夜戦（トゥアプセおきやせん）は、第一次世界大戦中の1914年12月24日にカフカース地方トゥアプセ沖の黒海上でロシア帝国海軍黒海艦隊とオスマン帝国海軍とのあいだに発生した夜間海戦である。主力艦の支援を受けたロシア帝国の巡洋艦 2 隻がオスマン帝国の巡洋艦 2 隻に攻撃を仕掛けたが、オスマン帝国艦も反撃、夜闇のために双方とも戦闘は不首尾に終わった。

## 概要

### 前景
1914年12月22日のスィノプ沖での海戦でオスマン帝国海軍の防護巡洋艦「ハミディイェ」（艦長 K・V・ムヒッディン海軍大尉）を取り逃したロシア帝国艦隊は、通商破壊を試みながら航海を続けていた。ロシア艦隊は、黒海艦隊旗艦「エフスターフィイ」（艦長 V・I・ガラーニン 1 等佐官）以下 5 隻の戦列艦（準・前弩級戦艦）に、艦隊司令官 A・A・エベルガールト海軍中将直属の巡洋艦戦隊（長官 A・G・ポクローフスキイ海軍少将）の旗艦「パーミャチ・メルクーリヤ」（艦長 M・M・オストログラーツキイ 1 等佐官）ならびに同隊所属の防護巡洋艦「カグール」（艦長 S・S・ポグリャーエフ 1 等佐官）、そして 7 隻の艦隊水雷艇からなっていた。
12月24日、スィノプ沖から逃れた「ハミディイェ」が、カフカース沿岸沖を軽巡洋艦「ミディッリ」を伴って航行しているという情報がロシア艦隊へ齎された。哨戒に当たっていた巡洋艦「カグール」は通常の 3 時間の航海ののち、旗艦である「パーミャチ・メルクーリヤ」へ艦隊の前方へ繰り出して斥候任務に就くよう信号を送った。
その日の朝方、トゥアプセ沖では「ハミディイェ」が「ミディッリ」（艦長 P・ケットナー海軍中佐）と合流していた。両艦は漫然と海上を漂った挙句、母港イスタンブールを目指して帰路に就いた。

### 会敵
すでに20時近くになり、 6 時間目が過ぎようとしていたとき、ポティ沖にあった「カグール」では信号手が進行方向右側にひとつ、それに続いてもうひとつ、暗闇の中で何かが一瞬光るのに気が付いた。双眼鏡でじっと見入ったポグリャーエフ艦長は、 30 から 40 鏈の距離に、朧な艦影と排煙を認めた。怪しい艦船は 2 つあるということを、ポグリャーエフ艦長は「カグール」の後ろを航行していた「エフスターフィイ」へ速やかに報告した。ほぼ同時に、「パーミャチ・メルクーリヤ」は確実にそれが敵艦であると断定し、右舷方向へ全砲門の火蓋を切った。
オスマン帝国の巡洋艦は同時に 2 基の探照燈に点火し、 20 ないし 25 秒間にわたって光を「パーミャチ・メルクーリヤ」から「カグール」へ、そしてその逆へ照射した。

### 戦闘の推移
束の間の夜戦は、そのあらゆる困難さと唐突さの中に発生し、両艦隊の巡洋艦が砲火を交えた。オスマン帝国の両巡洋艦は別々の方角へ走り出し、数回発砲した。ロシア艦隊からは、「パーミャチ・メルクーリヤ」と「カグール」の砲撃に、稀に戦列艦隊からの斉射が付け加えられた。
ポグリャーエフ艦長がのちに報告したところによれば、「パーミャチ・メルクーリヤ」の斉射が艦橋にいたすべての者の目を完全に眩ませていたため、ポグリャーエフは徒な斉射によってより強力な砲撃力を持つ「エフスターフィイ」を邪魔しないよう、指揮官と照準手が確実に敵巡洋艦の艦影を認めた場合にのみ射撃を行うよう、砲撃班に命令を下した。射撃管制は、完全な影にあってまったく話にならなかった。敵艦までの距離の測定ができず、自艦の着弾点を誰も目視確認することができなかった。ポグリャーエフ艦長の観測では、艦隊の斉射は敵艦に大きく届いていないようであった。
オスマン帝国艦は、ときとともに闇に溶け込んでいった。ロシアの両巡洋艦はオスマン帝国艦が追っ手を撒いて逃げることのないよう、戦闘の行われた 6 分間のあいだに 2 度にわたって急激に舵を切った。しかし、オスマン帝国艦はボスポラス海峡への基本航路に舵を取りながら対峙するロシア艦隊の全容を見定め、その艦船がより明らかに水平線の西側に現れてくると、逃走を急いだ。両オスマン帝国巡洋艦は回頭し、砲撃を続けながら暗闇の中へ姿をくらました。

### 結果
闇の中での戦闘は不可能であり、始まるまでもなく終わった。「エフスターフィイ」の主砲塔は流れ弾による損傷を受けた。「ハミディイェ」では「パーミャチ・メルクーリヤ」の二度目の斉射によって探照燈が撃ち落された。
この戦闘の混乱の中で、「カグール」は右舷砲廓からたった 4 発の砲弾しか発射できなかった。戦闘の推移を解析しながら、「カグール」では射撃を停滞させ、ずっと以前から交換が必要だと指摘されていた光学照準器の「極度に貧弱なF値」が嘆かれた。
この戦闘ではまた、巡洋艦の搭載していたカネー式 50 口径 75 mm 砲がまったく効果のない兵器であるということが改めて確認された。これは、日露戦争の日本海海戦に参加した姉妹艦「オレーク」の艦長によって、まだ「カグール」級が建造段階にあった当時から指摘されていた問題であった。
オスマン帝国は巡洋艦を失わずにすんだが、被った損害は大きかった。イスタンブールから石油を搭載して航行していたイタリア船籍の蒸気船「マリア・ロセッタ」が12月22日に鹵獲・撃沈されたのをはじめ、12月24日の戦闘ののち、アナトリア沖で 50 隻以上の帆船がロシア艦隊によって撃沈されたのである。
ロシア艦隊はアナトリア沖を巡回し、艦隊水雷艇は沿岸域に接近して諸湾を観察した。スィノプからリゼまでの海域で、ロシア艦隊は 50 隻程度の艀と帆船を撃沈した。艦隊は、12月29日にセヴァストーポリへ帰港した。
一方、イスタンブールへ逃げ延びた「ハミディイェ」は、12月28日から修理に入った。この工事で防禦甲板が強化され、被発見率を減ずるため上層艦橋が削られた。

### 暦
今日の日本やトルコ共和国、ロシア連邦などではグレゴリオ暦が使用されているが、ロシア帝国もオスマン帝国も使用していなかった。そのため、本文ではユリウス暦に準拠した年月日を記載する。以下に記載するのは、グレゴリオ暦に換算した年月日である。
1. 1 2 3  1915年1月6日。
2. ↑  1915年1月4日。
3. ↑  1915年1月11日。
4. ↑  1月10日。